# Gian Burrasca (film 2002)
Gian Burrasca è un film televisivo musicale curato da Rita Pavone e Teddy Reno, diretto nella regia da Maurizio Pagnussat e trasmesso in prima serata su Canale 5, il 5 gennaio 2002. Esso vede Duccio Cecchi nel ruolo di Giannino Stoppani (Gian Burrasca). I genitori sono interpretati da Gerry Scotti e Katia Ricciarelli, mentre le sorelle Ada, Virginia e Luisa sono interpretate rispettivamente da Alessia Mancini, Antonella Elia e Ambra Angiolini.